# بينبا تسيرينغ
بينبا تسيرينغ (موالي 1967) هو سياسي من التبت، يشغل منصب رئيس الإدارة المركزية للتبت منذ مايو 2021.